# Fàbrica de Cartró (Sant Joan Despí)
La Fàbrica de Cartró és un edifici industrial de Sant Joan Despí (Baix Llobregat) inclòs en l'Inventari del Patrimoni Arquitectònic de Catalunya.

## Història
Hom suposa que en aquest emplaçament hi hagué un molí que prenia la força motriu d'un salt (l'anomenat Salt de l'Erasme), possiblement vinculat a la fabricació d'indianes del santfeliuenc Erasme de Gònima.
El 1928, els germans Marià i Lluís Bachs i Jiménez, de Barcelona, promogueren les obres, iniciades per l'arquitecte Josep Domènech i Mansana i continuades el 1931 per Josep Maria Jujol, i el 1933 per Melcior Vinyals.

## Descripció
És una fàbrica formada per diverses naus. Els assecadors on són dipositats els cartrons són oberts pels laterals i coberts a dues vessants. L'edificació és feta d'obra vista i es conserva tal com va ser començada.